# Lucia di Lammermoor (film 1971)
Lucia di Lammermoor è un film del 1971 diretto da Mario Lanfranchi.
Film-opera, vera e propria versione filmata dell'omonima opera lirica.